# Трелёвочный трактор

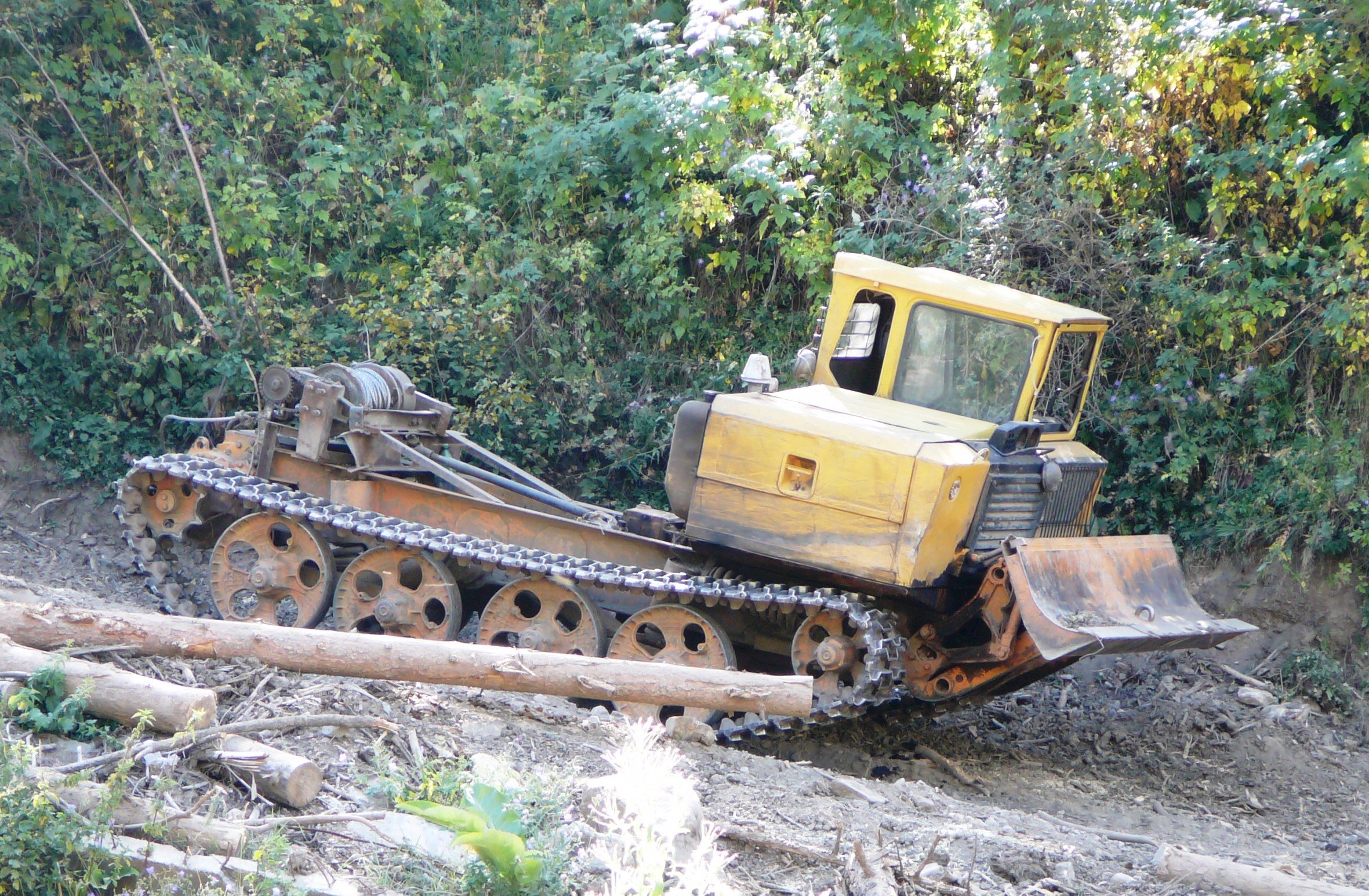
Трелёвочный трактор ТДТ-55А на склоне ущелья Ким-Асар в окрестностях Медео, расчищающий горный склон после урагана, август 2012 года.

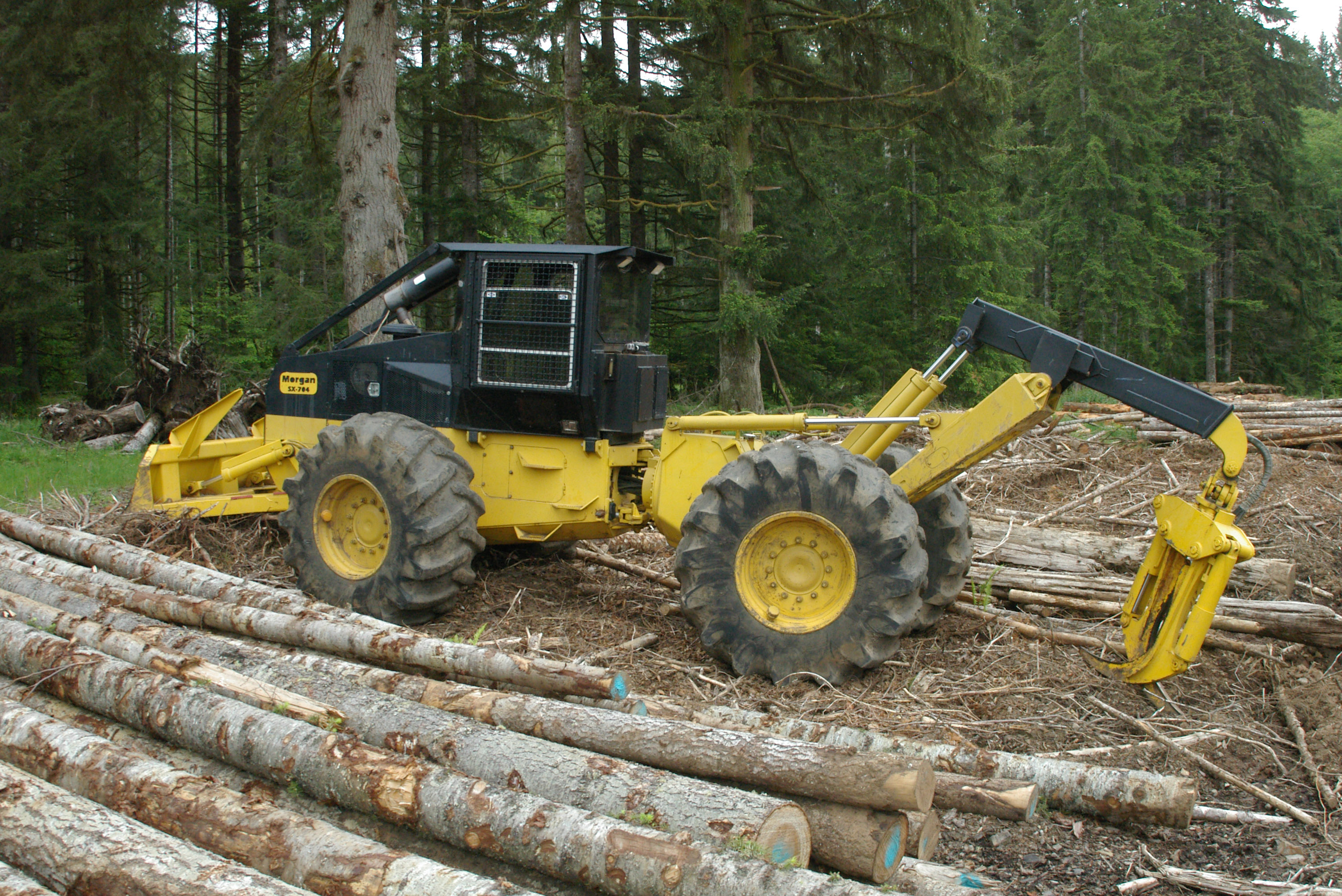
Скиддер.

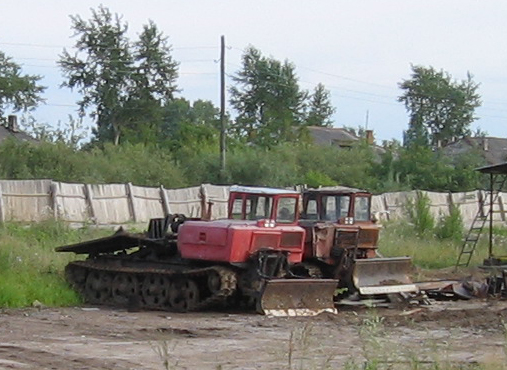
Двигатели и кабина трелёвочного трактора ТДТ-55 расположены спереди. За ними платформа для трелёвки леса

Трелёвочный трактор (ски́ддер) — специальное транспортное средство, используемое для лесозаготовительных работ, в частности для трелёвки леса. 
В технологические задачи трелёвочных тракторов входит сбор и доставка деревьев и хлыстов от места рубки до места промежуточного складирования (лесовозной дороги или верхнего склада). Транспортировка деревьев и хлыстов ведётся волоком (методом частичной погрузки).

## Технология работы
Трелёвочный трактор, в основном, используется, в отличие от лесозаготовительного комбайна (харвестера) и транспортёра-погрузчика (форвардера), при так называемой хлыстовой заготовке леса, как правило, в паре с валочно-пакетирующей машиной (ВПМ), реже при работе вальщиков с бензиновыми пилами. Для обрезки сучьев и раскряжёвки деревьев (хлыстов) по хлыстовой технологии могут применяться сучкорезные машины и процессоры. 
В СССР первые экспериментальные образцы создавались на базе сельскохозяйственной техники (так, механик А. Маранов оборудовал рамой с дисковой пилой трактор СТЗ-НАТИ), но по результатам их эксплуатации было установлено, что для работы на пересеченной местности и косогорах шасси рассчитанной для движения по дорогам и работы в полях сельхозтехники не подходит, нужна специальная, более устойчивая техника с меньшим удельным давлением на грунт. После окончания Великой Отечественной войны был создан первый серийный трелёвочный трактор КТ-12 (оснащённый лебёдкой для подтягивания спиленных деревьев на корму машины). Также выпускались многооперационные валочно-трелевочные машины ВТМ-4 и ЛП-17, предназначенные для валки деревьев, сбора их в пачки и трелёвки к лесовозной дороге.

## Классификация
В зависимости от используемых для сбора и фиксации поваленных деревьев механизмов, различают:
- Чокерные (англ. Cable skidder) или петлевые (ТДТ-55, ТЛТ-100А, МСН-10 (аналог ТТ-4М), John Deere 640H), осуществляющими трелевку деревьев, срубленных вальщиками с бензопилами.
- Безчокерные (англ. Grapple skidder) (с захватом, с гидроманипулятором) трелёвочные трактора (ЛТ-154, ЛП-18К, ЛТ-188, ЛТ-187, John Deere 648H), работающие в паре с валочно-пакетирующей машиной.

В зависимости от типа движителя различают:
- колёсные.
- гусеничные.

## Конструктивные особенности
Трелёвочные тракторы отличаются компоновкой, позволяющей разместить на задней части рамы платформу либо захват (гидроманипулятор) для частичной погрузки (подвешивания) деревьев (хлыстов). Трелёвочные тракторы оборудуются лебёдками. Отличительной особенностью трелёвочных тракторов является ходовая часть с большой опорной площадью, что снижает удельное давление на грунт.